# Joey Chestnut

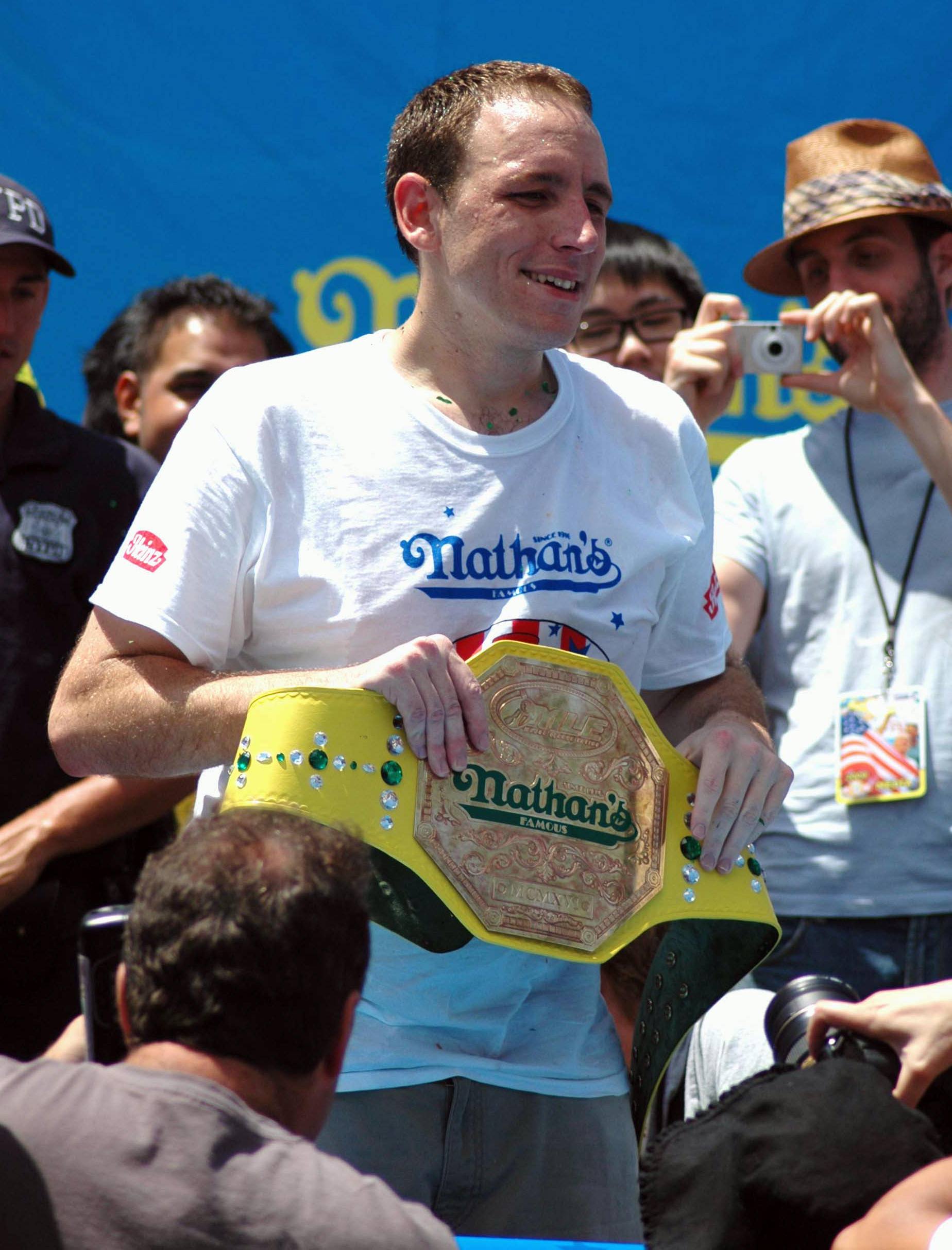
Chestnut en un concurso de perritos calientes en 2009.

Joseph Christian "Jaws" Chestnut (Vallejo (California), 25 de noviembre de 1983) es un estadounidense que participa en concursos de comer. Joseph es estudiante de ingeniería, mide 1,8 m y pesa 229 libras y es el número 1 en la International Federation of Competitive Eating. Reside en San José.
En 2025, logró su decimoséptimo título en la Nathan's Famous Hot Dog Eating Contest al comer 71 perritos calientes.